# Antônio Garcia de Medeiros Neto
Antonio Garcia de Medeiros Netto (Alcobaça, 14 de agosto de 1887 — Itaberaba, 13 de fevereiro de 1948) foi um político brasileiro, advogado e agropecuarista.
Formado em Direito pela Faculdade de Direito da Bahia em 1908, foi o primeiro advogado inscrito na Ordem dos Advogados do Brasil, seção Bahia.
Foi, juntamente com o tenente Juraci Magalhães, fundador do Partido Social Democrático (PSD) da Bahia.
Foi discípulo e amigo de Ruy Barbosa. Em 25 de março de 1919, enquanto discursava em praça pública em defesa de Ruy Barbosa, que era então candidato à Presidência da República, foi vítima de um atentado a bala, que o feriu no pulmão direito (a família guarda ainda hoje a bala).
Foi eleito deputado estadual por três vezes e deputado federal por quatro vezes, mas não tomou posse, devido a embargos políticos. Elegeu-se deputado federal para a Assembleia Constituinte de 1933 pelo PSD (Partido Social Democrático), partido do qual fora um dos fundadores em 1932. Na Assembleia Constituinte, foi líder da maioria.
Após a promulgação da Constituição de 1934, foi eleito senador e foi escolhido como presidente do Senado Federal de 29 de abril de 1935 até 10 de novembro de 1937, quando teve seu mandato cassado pelo golpe do Estado Novo.
Em março de 1937, foi agraciado com a grã-cruz da Ordem de São Gregório Magno pelo Papa Pio XI.
Após a cassação, passou a se dedicar à vida de fazendeiro e pecuarista e voltou a advogar em causas especiais.
Nesse período foi também membro fundador do Partido Trabalhista Brasileiro (PTB) e presidente da regional do partido na Bahia.
Teve papel crucial na criação do Instituto de Resseguros do Brasil, empresa mista que manteve durante quase 70 anos o monopólio na área de resseguros no país.
Em 1945, depois da redemocratização do país, apoiou Eurico Gaspar Dutra na candidatura deste à Presidência da República. Concorreu ao governo da Bahia no pleito de 1946 e foi preterido em favor de Octavio Mangabeira (UDN-PSD), embora tenha obtido 60% dos votos dos eleitores da capital baiana.
Faleceu em sua fazenda Morro de Pedra, em Itaberaba (BA), no dia 13 de fevereiro de 1948, aos 60 anos de idade. Deixou cinco filhos de seu casamento com Carola Helena Rodenburg de Medeiros Netto.
Dez anos depois, em 1958, o distrito de Água Fria, no município de Alcobaça, emancipou-se e recebeu o nome de Medeiros Neto, em homenagem ao senador alcobacense.

## Biografia Política
Medeiros cresceu em Salvador, estudou no Colégio João Florêncio e depois, em 1908, se formou em direito pela Faculdade de Direito da Bahia como orador da turma. Foi o primeiro advogado a receber a carteira da AOB Bahia.
Pouco depois de formado, Medeiros já era ativo na política e apoiava o amigo Rui Barbosa. Em 1910, levou um tiro no pulmão enquanto fazia discurso em defesa ao então candidato à presidência.
Foi deputado entre 1933 e 1935. Depois, com o fim desse mandato, se tornou senador entre 1935 e 1937.
O político foi fundamental para a eleição de Getúlio Vargas como presidente. O próprio Vargas admitiu isso em uma carta de 1934, dirigida a José Antônio Flores da Cunha.
Participou da Comissão Constitucional dos 26 que revisou as mudanças propostas à Constituição pelo Governo Provisório. Seu papel foi flexibilizar o texto para que tanto os políticos favoráveis quanto os contrários a Vargas aceitassem as mudanças, para que assim, Vargas pudesse continuar no poder. Os temas debatidos pelos deputados incluíram leis trabalhistas, ambientais, políticas, econômicas e sobre a segurança nacional. A proposta ficou conhecida como "emenda Medeiros Neto" e foi aprovada por 131 votos contra 59.
Com a declaração do Estado Novo, em 1937, ele se afastou da política e foi cuidar das suas propriedades agrícolas em Alcobaça e Itaberaba, na Bahia.

Morreu em 13 de fevereiro de 1948 em Itaberaba.